# Bitter Springs (Arizona)
Bitter Springs es un lugar designado por el censo ubicado en el condado de Coconino en el estado estadounidense de Arizona. En el Censo de 2010 tenía una población de 452 habitantes y una densidad poblacional de 21,75 personas por km².

## Geografía
Bitter Springs se encuentra ubicado en las coordenadas 36°36′42″N 111°38′51″O / 36.61167, -111.64750. Según la Oficina del Censo de los Estados Unidos, Bitter Springs tiene una superficie total de 20.78 km², de la cual 20.78 km² corresponden a tierra firme y (0%) 0 km² es agua.

## Demografía
Según el censo de 2010, había 452 personas residiendo en Bitter Springs. La densidad de población era de 21,75 hab./km². De los 452 habitantes, Bitter Springs estaba compuesto por el 0% blancos, el 0% eran afroamericanos, el 98.89% eran amerindios, el 0% eran asiáticos, el 0% eran isleños del Pacífico, el 0% eran de otras razas y el 1.11% pertenecían a dos o más razas. Del total de la población el 0.88% eran hispanos o latinos de cualquier raza.